# Chevron de blessure
Le Chevron de blessure est un insigne belge spécifique, honorifique créé pour distinguer les soldats de tous grades de la première guerre mondiale 1914-1918 qui ont eu une blessure provenant d’une action de guerre due au fait de l’ennemi et dont le degré de gravité a nécessité au moins l’évacuation vers un centre sanitaire divisionnaire. A.R. du 21 avril 1918 et C.M.du 13 juin 1918.
Les brûlures par liquide enflammé et les accidents dus aux gaz asphyxiants sont considérés comme blessures pour autant qu’ils nécessitent un traitement dans une formation sanitaire ou un hôpital.
Les blessures multiples au cours d'une même action ne donnent droit qu'à un seul chevron.

## Insigne
Les chevrons de blessure sont, comme les chevrons de front, représentés par des barrettes d’une longueur, une largeur, un degré d’inclinaison et un écart spécifiques qui évolueront dans le temps, mais se portent sur la manche droite de la vareuse ou de la capote. Elles sont en or pour les officiers, en argent pour les sous-officiers et en laine écarlate pour les caporaux et les soldats.

## Indemnités
Les chevrons de blessure ne donnent pas droit à des indemnités car ils s’accordent concurremment avec les chevrons de front.

## Sources
- Borné A.C., 1987, Distinctions honorifiques de la Belgique, 1830-1985 (Bruxelles)